# Дом Конвея
Дом Конвея (англ. Conway House) — дом-музей в городе Кэмден штата Мэн, США.
В 1969 году дом был включен в Национальный реестр исторических мест США.

## История
Дом Конвея построен около1770 года Робертом Тондиком — первым белым жителем Кэмдена. Сын Тондника — первый белый ребёнок, родившийся в этой местности, родился в этом доме в 1773 году. Он выкупил землю и жил в доме до 1825 года, когда Фредерик Конвей купил у него этот дом.
Семья Конвей жила в доме до 1916 года. Это был родной дом квартирмейстера ВМС США Вильяма Конвея.
К 1961 году дом стал ветхим, был куплен Эмбрусом Кремером и подарен им местному историческому обществу, которое восстановило дом и обставило в стиле 18 — начала 19 века.
Открыт как музей в 1962 году.